# Roodvoetknotsje
Het roodvoetknotsje (Typhula erythropus) is een schimmel behorend tot de familie Typhulaceae. Hij leeft saprotroof, voornamelijk op bladstelen en twijgjes van loofbomen. Het is met name bekend van els (Alnus), populier (Populus), esdoorn (Acer), Fagus en Fraxinus en zelden op gras, brandnetel (Urtica) en Pteridium.

## Kenmerken
Het is 1,5 cm hoog en heeft sporen van 9-10 × 3-4 µm.

## Verspreiding
In Nederland komt het roodvoetknotsje algemeen voor. Het staat op de rode lijst in de categorie 'Gevoelig'.